# Nemoscolus laurae
Nemoscolus laurae är en spindelart som först beskrevs av Simon 1868.  Nemoscolus laurae ingår i släktet Nemoscolus och familjen hjulspindlar. Inga underarter finns listade i Catalogue of Life.